# Гензеровски, Рихард
Давид Рихард Гензеровски (нем. David Richard Genserowski; 4 апреля 1875, Берлин — 31 декабря 1955, Портленд) — немецкий спортивный гимнаст. Участник летних Олимпийских игр 1900 года.

## Биография
Рихард Гензеровски родился 4 июля 1875 года в немецком городе Берлин.
Выступал в соревнованиях по спортивной гимнастике за берлинский «Турнершафт».
В 1900 году вошёл в состав сборной Германии на летних Олимпийских играх в Париже. В личном многоборье поделил 54-55-е места с Уильямом Пирсом из Великобритании, набрав 238 баллов и уступив 64 балла завоевавшему золото Гюставу Сандра из Франции.
Вскоре после Олимпиады эмигрировал в США. В течение шести лет работал инструктором физкультуры в Чикаго, в 1908 году перебрался на ту же должность в Портленд в штате Орегон.
Более 30 лет был директором по физическому воспитанию спортивной организации Portland Social Turnverein. В 1940 году вышел на пенсию.
Активно участвовал в работе Портлендской ассоциации фестиваля роз.
Умер 31 декабря 1955 года в Портленде.